# Trachythecium verrucosum
Trachythecium verrucosum är en bladmossart som beskrevs av Fleischer 1923. Trachythecium verrucosum ingår i släktet Trachythecium och familjen Hypnaceae. Inga underarter finns listade i Catalogue of Life.